# UEFA Euro 2008 (gra komputerowa)
UEFA Euro 2008 – oficjalna gra komputerowa poświęcona Mistrzostwom Europy w piłce nożnej. Dostępna na platformy PC, Xbox 360, PlayStation 2, PlayStation 3, PSP.

## Tryby gry
- Zostań Kapitanem – dzięki tej opcji możemy sterować kapitanem kadry wybranej drużyny i wspierać pozostałych piłkarzy swoimi umiejętnościami.
- Mistrzostwa Europy – w tym trybie możemy wybrać jedną z 53 dostępnych reprezentacji i pokierować nią od razu w Mistrzostwach Europy lub także w eliminacjach. Grupy eliminacyjne i w ME są w grze oryginalne, ale można je zmienić.
- Kampania Europejska – w tym trybie wybieramy jedną z europejskich reprezentacji i ruszamy w podróż po Starym Kontynencie aby wypełnić różne piłkarskie wyzwania.
- Tryb treningu – w tym trybie możemy trenować strzały, rzuty rożne, rzuty wolne lub możemy zagrać sparing z wybraną drużyną.
- Mecz towarzyski – w tym trybie można rozegrać towarzyskie spotkanie z wybraną reprezentacją.

## Reprezentacje
Gra zawiera 53 reprezentacje w których są gospodarze mistrzostw, oraz Czarnogóra, która nie brała udziału w Mistrzostwach Europy.
| - Albania - Andora - Anglia - Armenia - Austria - Azerbejdżan - Belgia - Białoruś - Bośnia i Hercegowina - Bułgaria - Chorwacja - Cypr - Czarnogóra - Czechy - Dania - Estonia - Finlandia - Francja | - Grecja - Gruzja - Hiszpania - Holandia - Irlandia - Irlandia Północna - Islandia - Izrael - Kazachstan - Liechtenstein - Litwa - Luksemburg - Łotwa - Macedonia Północna - Malta - Mołdawia - Niemcy - Norwegia | - Polska - Portugalia - Rosja - Rumunia - San Marino - Serbia - Słowacja - Słowenia - Szkocja - Szwajcaria - Szwecja - Turcja - Ukraina - Walia - Węgry - Włochy - Wyspy Owcze |  |

## Rozgrywka

### Tryb Zostań Kapitanem
Ten tryb jest bardzo podobny do trybu Zostań gwiazdą w grach z serii FIFA. Można w nim pokierować stworzonym przez siebie graczem lub prawdziwym piłkarzem (z wyjątkiem bramkarzy). Nie zdobywa się tu jednak punktów doświadczenia tak jak to jest w trybie Zostań Gwiazdą.

## Kampania Europejska
Kampania Europejska to tryb, w którym wybieramy jedną z europejskich reprezentacji, a następnie wyruszamy w podróż po wszystkich państwach Starego Kontynentu. Europa jest podzielona na kilka stref:
- Europa Południowa
- Europa Zachodnia
- Europa Północna
- Europa Środkowa
- Europa Południowo-wschodnia
- Daleki Wschód

W każdej ze stref mamy do wyboru kilka krajów, w których musimy wypełniać zadania. Liczba zadań w danym kraju różni się w zależności czy państwo jest potęga piłkarską, średnią drużyną czy też słabą reprezentacją. I tak np. w San Marino mamy tylko jedno zadanie, w Rosji dwa, a w Niemczech trzy. Zadania są zazwyczaj wyzwaniami, gdzie musimy np. wygrać spotkanie, w którym przegrywamy 1:2 do przerwy. Zadaniami są także zwykłe mecze lub konkurs rzutów karnych. Zadanie można ukończyć w trzech kategoriach – np. zadaniem jest wygrać różnicą 4 bramek. Za zwycięstwo czterema bramkami, czyli minimum otrzymujemy brązowy medal. Za zwycięstwo pięcioma bramkami otrzymujemy srebrny medal. Za zwycięstwo różnicą 6 bramek lub więcej otrzymujemy złoty medal. Medale są później także czynnikami, które decydują o tym ile punktów dostaniemy za dane zadanie. Za punkty zaś możemy odblokować sobie w albumie z naklejkami wizerunki wszystkich piłkarzy w grze oraz różne filmiki między innymi z poprzednich edycji Mistrzostw Europy (1996, 2000 oraz 2004), a także zdjęcia stadionów na Euro 2008.

### Drążek kopnięć
W grze wprowadzono specjalny sposób sterowania przy stałych fragmentach gry nazywany drążkiem kopnięć. Służy on do jeszcze bardziej precyzyjnego wykonywania przede wszystkim rzutów wolnych (choć działa także przy rzutach karnych). Ten sposób sterowania przeznaczony jest dla użytkowników sterujących dżojpadami. Dzięki wychyleniu prawego drążka analogowego można dobrać odpowiednią siłę uderzenia, a także łatwiej wykorzystać sztuczki techniczne (np. podkręcić piłkę).

### Ścieżka dźwiękowa
- Carolina Liar – I'm Not Over
- Crystal Castles – Air War
- Yelle – À Cause des Garçons (Riot in Belgium Remix)
- The Pigeon Detectives – I'm Not Sorry
- Boys Noize – Don't Believe the Hype
- Datarock – I Used to Dance With my Daddy
- Ejectorseat – Attack Attack Attack
- Infected Mushroom – Becoming Insane
- Junkie XL feat. Electrocute – Mad Pursuit
- Karoshi Bros – Love the World
- Look See Proof  – Casualty
- The Magic Numbers  – Take a Chance
- Mendetz  – The Boola Shines In The Pink Neon Room
- Mexicolas – Come Clean
- Operator Please  –  Get What You Want
- Pete and the Pirates – Come on Feet
- The Features – I Will Wander
- The Magnificents – Get It Boy
- The Young Punx  – Your Music Is Killing Me